# Waizenkirchen
Waizenkirchen là một đô thị ở huyện Grieskirchen bang Oberösterreich, nước Áo. Đô thị này có diện tích 34,2 km², dân số thời điểm ngày 31 tháng 12 năm 2005 là 3653 người.